# Chinakurali, Pandavapura
Chinakurali là một làng thuộc tehsil Pandavapura, huyện Mandya, bang Karnataka, Ấn Độ.